# Тото, Ева и забранената четка
„Тото, Ева и забранената четка“ (на италиански: Toto, Eva e il pennello proibito; на френски: Un coup fumant) е комедия от 1959 година, копродукция на Италия, Франция и Испания на режисьора Стено с участието на Тото и Луи дьо Фюнес.

## Сюжет
Току-що излязъл от затвора, Раул Ла Спада (Марио Каротенуто) замисля нова афера. Той наема римския художник Тото Скорчелети (Тото) да нарисува копие на известната картина на Франсиско Гоя „Голата маха“. Мошеникът Раул прави сметка да открадне оригинала, подменяйки го с копието и да го продаде на богата американка, колекционер на произведения на изкуството. За по-голяма правдоподобност Раул с помощта на своята приятелка Ева (Аби Лейн) инсценира така нещата, че „неизвестния шедьовър“ да бъде открит в тайник в дома на великия художник, не от който и да е, а от самия професор Франсиско Монтиел (Луи дьо Фюнес), експерт по испанска живопис.

## В ролите
| Изпълнител             | Роля                       |
| ---------------------- | -------------------------- |
| Тото                   | Тото Скорчелети            |
| Луи дьо Фюнес          | професор Франсиско Монтиел |
| Аби Лейн               | Ева                        |
| Марио Каротенуто       | Раул Ла Спада              |
| Джакомо Фурия          | Тобия                      |
| Луна Пилар Гомес Ферер | Глория Харисън             |
| Рикардо Вале           | Пабло Сегура, тореадора    |
| Енцо Гаринеи           | любовникът                 |
| Гуидо Мартуфи          | Ориундо                    |
| Анна-Мария Марки       | Катерина                   |
| Анна Маестри           | мисис Трено                |
| Джани Партана          | нотариуса                  |
| Анна-Мария Ди Джулио   | съпругата на Дон Алонсо    |
| Силвия Де Виетри       | камериерката               |
| Луиджи Павезе          | полицаят                   |
| Хосе Гуардиола         | Хосе                       |
| Франческо Муле         | Дон Алонсо                 |

## Реализация
Премиерата на филма във Франция се състои 10 години по-късно отколкото в Италия.